# Belagerung von Danzig (1734)
Kehl
– Pizzighettone
– Danzig
– Bitonto
– Trarbach
– Bari
– Colorno
– Parma
– Philippsburg
– Quistello
– Guastalla
– Gaeta
– Capua
– Messina
– Siracusa
– Klausen
– Trapani
Nachdem der polnische König August II. 1733 gestorben war, musste in Polen ein neuer König gewählt werden. Die Folge war der Polnische Erbfolgekrieg. Die Franzosen unterstützten Stanislaus I. Leszczyński als künftigen König, während andere den sächsischen Kurfürsten August III. bevorzugten. Die Stadt Danzig entschied sich seiner Zeit für Stanislaus, der sich in die Stadt begab.
Zu den Förderern des Kurfürsten gehörte auch der Zar und dieser schickte ein Korps die Stadt zu besetzen. Der Stadtkommandant General Vietinghoff hatte dieses bereits befürchtet und Vorbereitungen getroffen. Seit Oktober 1733 standen täglich zwei Fahnen der Bürgermiliz Wache, außerdem wurden Tausende Rekruten geworben. Aus Frankreich erschien 1734 eine Fregatte mit Geld und Waffen, aus Schweden kamen mehrere Schiffe mit Waffen und Munition sowie über 100 freiwilligen Offizieren. Durch diese Maßnahmen wuchs die Garnison der Stadt auf 6000 Mann an, dazu kamen noch 2000 Mann der polnischen Krongrade und ein Dragonerregiment. Das Dragonerregiment hatte der französische Gesandte Marquis de Monti aufgestellt, es hatte zwar 1400 Mann, davon waren aber nur 80 Mann beritten. Das Regiment stand in Dirschau und Marienburg. Auch die Landmiliz war einberufen worden, man zählte 8000 Mann Truppen der Stadt, 4000 des Königs Stanislaus und 8000 bewaffnete Bürger. Unter den Bürgern waren viele junge Leute und Handwerksgesellen, die ein eigenes Korps bildeten. Insgesamt hatte man 40.000 Mann zum Dienst an der Waffe rekrutiert.

## Die Belagerung
Am 14. Februar 1734 verließen die Geschäftsträger von Russland und Sachsen die Stadt. Anschließend erschien ein russisches Corps unter General en chef Peter von Lacy. Es besetzte Prust und am 20. Februar am Abend auch Langfuhr. Am 21. Februar erkundete Lacy persönlich mit einigen Kosaken vom Stolzenberg die Stellungen der Stadt. Er ließ die Radaune blockieren, wodurch die Mühlen kein Wasser mehr erhielten, auch wurde der Tempelburger Teich entleert, so dass sich die Wassermassen durch Neugarten wälzten. Es blieb aber bei Scharmützeln, da es den Belagerern an Artillerie fehlte.
Als der Feldmarschall Münnich ankam und den Oberbefehl erhielt, ließ er eine Schanze auf dem Zigankenberg bauen und Ohra besetzen. Ab dem 21. März wurde Danzig beschossen, zunächst mit kleineren Kalibern. Dazu errichteten sie bei Jesuitenkloster eine weitere Schanze und eroberten die Grandschanze neben dem Zigankenberg, auch wurde Haupt an der Weichsel erobert. Die Stadt wurde eingeschlossen, die Niederung befestigt und so die Verbindung ins Land unterbrochen. Im März wurden weitere Schanzen gebaut, was die Danziger nötigte ihrerseits weitere zu bauen. Ende März wurden Laufgräben errichtet, ein Ausfall von 200 Danzigern, diese zu zerstören, wurde blutig abgeschlagen. Anfang April konnten die Russen die Winterschanze erobern. Ein Angriff auf die Sommerschanze scheiterte, sie wurde von einer Truppe unter Kapitän Celand erfolgreich verteidigt. Später machten die Danziger einen Ausfall, um die russischen Stellungen beim Judenfriedhof zu zerstören, der Angriff glückte, blieb aber ohne langfristige Folgen. Inzwischen hatten die Laufgräben fast den Hagelsberg erreicht und in der Nacht zum 10. Mai erfolgte der Angriff. Es gelang zwar die dreifache Palisade zu übersteigen, aber die Besatzung eines mit sechs Kanonen besetzten Ravelins verteidigte tapfer und die Russen zogen sich wieder zurück. Am 17. April verloren die Unterstützer des Königs Stanislaus das Gefecht bei Wuicezina, damit scheiterte der einzige Versuch die Stadt zu entsetzen. Am 1. Juni erfolgte ein Ausfall mit 500 Mann, dieser wurde aber verraten, 2000 Mann erwarteten die Angreifer und schlugen sie zurück. Ein Ausfall am 3. Juni war hingegen erfolgreicher.
In der Nacht vom 23. auf den 24. Mai gingen französische Schiffe bei Weichselmünde vor Anker. Sie brachten die Regimenter Bialfois, Périgord und La Marche, insgesamt etwa 2500 Mann unter dem Kommando von Brigadier de la Motte-Perouze
Inzwischen hatten die Russen Verstärkung durch ein sächsisches Korps von 6 Bataillonen und 6 Kavallerieregimentern unter Sachsen-Weißenfels erhalten. Zur Enttäuschung der Danziger blieben die Franzosen bei Weichselmünde, nachdem bei einem Vorstoß der General Graf von Plelo gefallen war. Am 12. Juni erreichte eine russische Flotte – 6 Fregatten und 7 weitere Schiffe – die Gewässer vor der Stadt. Am 15. Juni explodierte das Pulvermagazin der Festung. Als die von Krankheiten geplagten Franzosen auf der Halbinsel am 23. Juli kapitulierten, kapitulierte am 24. Juni auch das Fort Weichselmünde. Der König Stanislaus verkleidete sich und floh am 27. Juni aus der Stadt. Damit war der Weg frei für Verhandlungen, da keine weitere Hilfe zu erwarten war. Am 30. Juni durften die Sachsen das Neugarten-Tor besetzen. Unter Vermittlung des dänischen Hofes kapitulierte die Stadt offiziell am 8. Juli 1734.
Am 9. Juli besetzten sächsische Truppen das Oliva’sche Tor. Die überlebenden Truppen des Königs Stanislaus sowie seine Unterstützer wurden kriegsgefangen. Die Stadt sollten 2 Millionen Taler Kontributionen bezahlen. Durch die Gefangennahme des Marquis de Monti kam es zu Spannungen mit Frankreich. Die Stadt verhandelte in St. Petersburg mit dem Zaren erfolgreich über eine Minderung des Kontributionen, was am 10. Oktober genehmigt wurde. Bereits am 3. August 1734 huldigte die Stadt Danzig dem polnischen König August III., dafür wurden alle Privilegien und Rechte bestätigt.